# Emma Brunner-Traut
Emma Brunner-Traut (Frankfurt am Main, 25 december 1911 – Tübingen, 18 januari 2008) was een Duitse  egyptologe.

## Leven en werk
Emma Traut was muzikaal zeer getalenteerd en wilde concertpianiste worden. Maar rond de tijd dat ze eindexamen deed leerde ze de egyptoloog Hellmut Brunner (1913-1997) kennen, door wie ze begeesterd raakte voor de egyptologie en met wie ze in 1937 trouwde. Na haar studie egyptologie promoveerde ze in 1937 op een proefschrift over dans in het oude Egypte. In 1937-1938 reisde ze samen met haar echtgenoot, die de reisbeurs van het Duits Archeologisch Instituut had ontvangen, naar Egypte. Ze nam deel aan de opgravingen van Hermann Junker in Giza en van Günther Roeder in Hermopolis Magna.
Na de Tweede Wereldoorlog volgde ze in 1951 haar echtgenoot naar Tübingen. Naast haar academische werk was ze actief bij de Stuttgarter Privatstudiengesellschaft, waarbij ook uitgever Ernst Klett in die tijd betrokken was. Ze verrichtte wetenschappelijk werk voor de oudhedencollectie van het Archeologisch Instituut van de Universiteit Tübingen en verzorgde onder andere de uitgave van de catalogus van de collectie (2 volumes, 1981).
In 1963 verscheen haar boek met vertalingen van "Oudegyptische sprookjes". Hiernaast publiceerde ze "Oudegyptische dierenvertellingen en fabels" met reconstructies van (volks-)verhalen gebaseerd op reliëfs en tekeningen. In haar boek "Vroege vormen van kennis" (1990) plaatste ze kenmerkende aspecten van de Oudegyptische manier van denken en afbeelden tegenover de cultuur van het oude Griekenland en de westerse wereld. In 1998 verscheen haar boek "Dagelijks leven onder de farao's". Ze hield zich bezig met de geschiedenis van de Egyptische religie, met name die van de Kopten. 
In 1984 stelde ze samen met haar echtgenoot de grote tentoonstelling Osiris – Kreuz – Halbmond ("Osiris – Kruis – Halve Maan") in Stuttgart samen. Naast haar werk in Tübingen en Stuttgart werkte ze ook voor de Egyptische musea van München en Berlijn.
Brunner-Traut woonde tot haar dood in Tübingen en is daar begraven op de Bergfriedhof.
In 1964 werd Emma Brunner-Traut benoemd tot gewoon lid van het Duits Archeologisch Instituut. Ze was ook lid van de International Society for Folk Narrative Research. In 1972 werd ze benoemd tot hoogleraar.
In het Duitse taalgebied werd ze vooral bekend onder het brede publiek door haar reisgids voor Egypte, in 1962 voor het eerst uitgegeven en daarna vele malen herdrukt en herzien.

## Publicaties (keuze)
- Der Tanz im Alten Ägypten. Nach bildlichen und inschriftlichen Zeugnissen, proefschrift Universiteit München 1938 (3e druk Glückstadt 1992).
- Die altägyptischen Scherbenbilder (Bildostraka) der deutschen Museen und Sammlungen. Steiner, Wiesbaden 1956.
- Altägyptische Märchen. Diederichs, Düsseldorf/Köln 1963, 8e druk 1989.
- Aegypten. Studienreiseführer mit Landeskunde. Hans E. Günther, GVS, Stuttgart 1966.
- Altägyptische Tiergeschichte und Fabel. Wissenschaftliche Buchgesellschaft, Darmstadt 1970, 6e druk 1980.
- Die alten Ägypter. Verborgenes Leben unter Pharaonen. Kohlhammer, Stuttgart 1974, ISBN 3-17-001882-5.
- Die altägyptische Grabkammer Seschemnofers III. aus Gîsa. Eine Stiftung des Geheimen Hofrats Dr. h.c. Ernst von Sieglin an die Tübinger Universität. Von Zabern, Mainz 1977 (2e druk 1982).
- Egyptian Artists' Sketches. Figured Ostraka from the Gayer-Anderson Collection in the Fitzwilliam Museum, Cambridge (PIHANS Vol. 45). Nederlands Instituut voor het Nabije Oosten, Leiden 1979, ISBN 978-90-6258-045-3.
- (met Hellmut Brunner): Die ägyptische Sammlung der Universität Tübingen, 2 volumes. Von Zabern, Mainz 1981, ISBN 3-8053-0416-1.
- Kleine Ägyptenkunde. Von den Pharaonen bis heute. Kohlhammer, Stuttgart 1982, ISBN 3-17-007406-7 (4e druk 2000).
- Ägypten. Kunst- und Reiseführer mit Landeskunde. 6e, verbeterde druk, Kohlhammer, Stuttgart 1988, ISBN 3-17-010192-7.
- Gelebte Mythen: Beiträge zum altägyptischen Mythos. 3e druk, Wissenschaftliche Buchgesellschaft, Darmstadt 1988, ISBN 3-534-08425-X.
- Die großen Religionen des Alten Orients und der Antike. Kohlhammer, Stuttgart 1992, ISBN 3-17-011976-1.
- Frühformen des Erkennens – am Beispiel Altägyptens. Wissenschaftliche Buchgesellschaft, Darmstadt 1990, 2e druk 1992, ISBN 3-534-08149-8.
- Die Kopten – Leben und Lehre der frühen Christen in Ägypten. Herder, Freiburg 2000, ISBN 3-451-04815-9.

- Bibsys: 90172174
- Bibliothèque nationale de France: cb11929962g (data)
- Gemeinsame Normdatei: 119068249
- International Standard Name Identifier: 0000 0000 8172 1555
- Library of Congress Control Number: n79129197
- Nationale Bibliotheek van Tsjechië: kup20000000011753
- Nationale Bibliotheek van Israël: 987007258998505171
- Nationale Bibliotheek van Polen: a0000001166754
- Nederlandse Thesaurus van Auteursnamen: 073158410
- LIBRIS: 179467
- Système universitaire de documentation: 02720751X
- Virtual International Authority File: 106964690
- WorldCat: E39PBJfmmTHYC4RxGxcv7mjDMP